# Elecciones provinciales de Columbia Británica de 1909
Las elecciones provinciales de Columbia Británica de 1909 ocurrieron el 25 de noviembre de ese año, para elegir miembros de la 12.ª legislatura de la provincia canadiense de Columbia Británica. La elección resultó en una victoria aplastante para el oficialista Partido Conservador, que, liderado por el primer ministro Richard McBride, consagró su tercera victoria consecutiva. Los conservadores obtuvieron 38 escaños y la mayoría absoluta de los votos, reduciendo a los partidos de oposición a tan solo 4 bancas.
El Partido Liberal, liderado por James A. MacDonald, retrocedió 11 escaños, quedándose con dos, al igual que el Partido Socialista. Debido a tener el mismo número de escaños, ambos los liberales y los socialistas fueron reconocidos como oposición oficial durante diferentes periodos de la legislatura. Tras su derrota, MacDonald renunció al liderazgo de su partido y fue nombrado por McBride a la Corte de Apelaciones de la provincia. Fue reemplazado como líder por Harlan Carey Brewster.

## Contexto
La elección se llevó a cabo bajo un sistema mixto. La gran mayoría de distritos electorales eligieron un legislador, usando el escrutinio mayoritario uninominal, mientras que los distritos con más de un miembro (siendo estos la ciudad de Vancouver, que eligió a 5 miembros, y la ciudad de Victoria, que eligió a 4 miembros) ocuparon el escrutinio mayoritario plurinominal, más conocido como voto en bloque. 22 escaños fueron necesarios para la mayoría absoluta.

## Resultados
|  | 52.33 % |

|  | 33.21 % |

|  | 11.50 % |

|  | 2.96 % |

|  | 0.00 % |

|  | 0.00 % |

|  | 100.00 % |

|  | 0.00 % |